# Frankenau-Unterpullendorf
Frankenau-Unterpullendorf (kroatisch Frakanava-Dolnja Pulja, ungarisch Frankó-Alsópulya, Romani Telutni Pulja) ist eine Gemeinde im Bezirk Oberpullendorf, Burgenland, Österreich mit 1108 Einwohnern (Stand 1. Jänner 2024), von denen ca. 80 % der Volksgruppe der Burgenland-Kroaten angehören.

## Geografie

### Geografische Lage

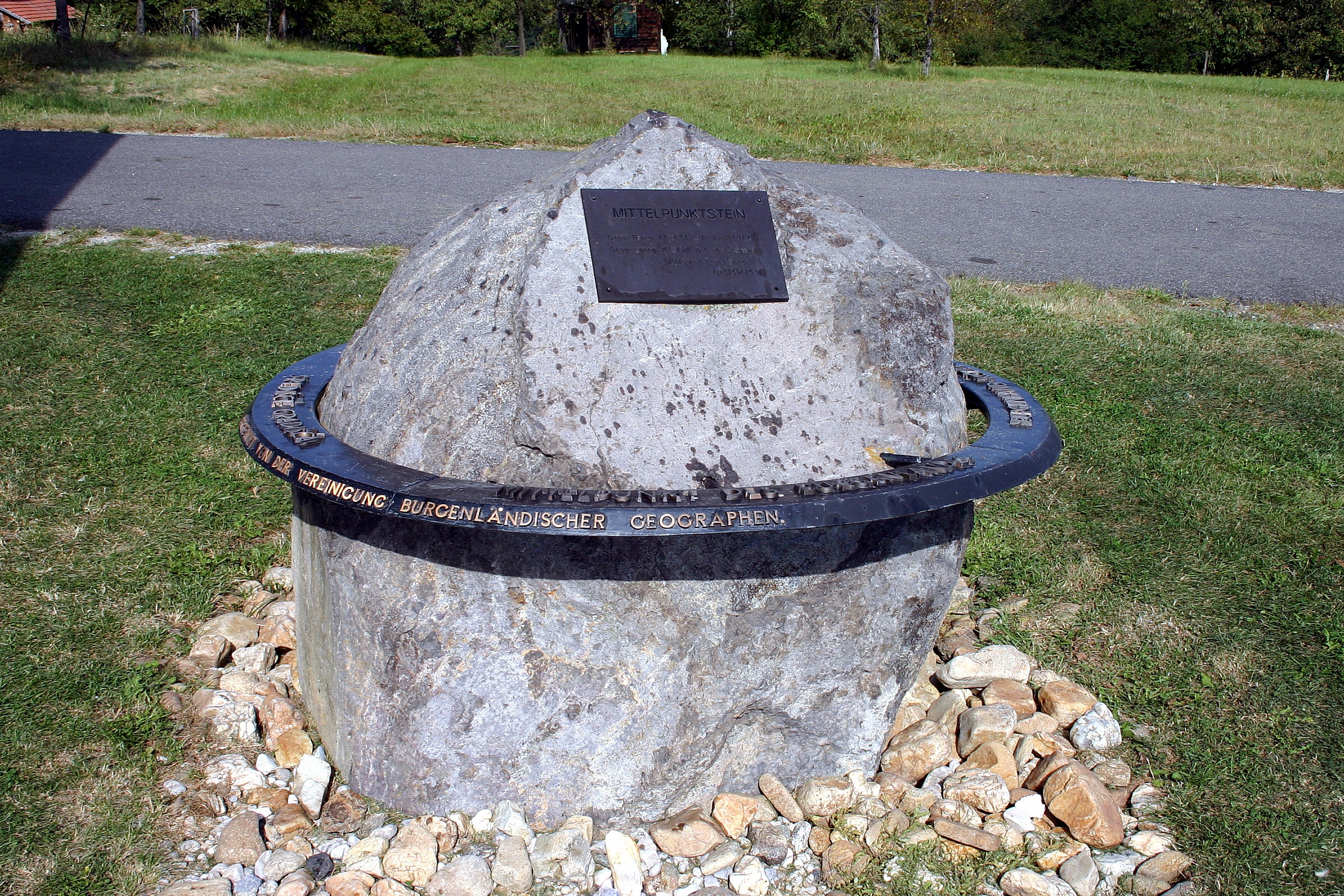
Geografischer Mittelpunkt des Burgenlandes

Die Gemeinde liegt im Mittelburgenland am Stooberbach. Im Ortsgebiet von Unterpullendorf befindet sich auch der geografische Mittelpunkt des Burgenlands.

### Gemeindegliederung
Das Gemeindegebiet umfasst folgende vier Ortschaften (in Klammern Einwohnerzahl Stand 1. Jänner 2024):
- Frankenau (417)
- Großmutschen (147)
- Kleinmutschen (93)
- Unterpullendorf (451)

Die Gemeinde besteht aus den Katastralgemeinden Frankenau, Großmutschen, Kleinmutschen und Unterpullendorf.

### Eingemeindungen
Seit der Gemeindezusammenlegung im Jahre 1971 gibt es vier Ortsteile, Frankenau/Frakanava, Großmutschen/Mučindrof, Kleinmutschen/Pervane und Unterpullendorf/Dolnja Pulja.

### Nachbargemeinden
| Oberpullendorf             | Großwarasdorf                               | Nikitsch      |
| Steinberg-Dörfl            | Kompassrose, die auf Nachbargemeinden zeigt | Lutzmannsburg |
| Mannersdorf an der Rabnitz | Ungarn                                      |               |

## Geschichte

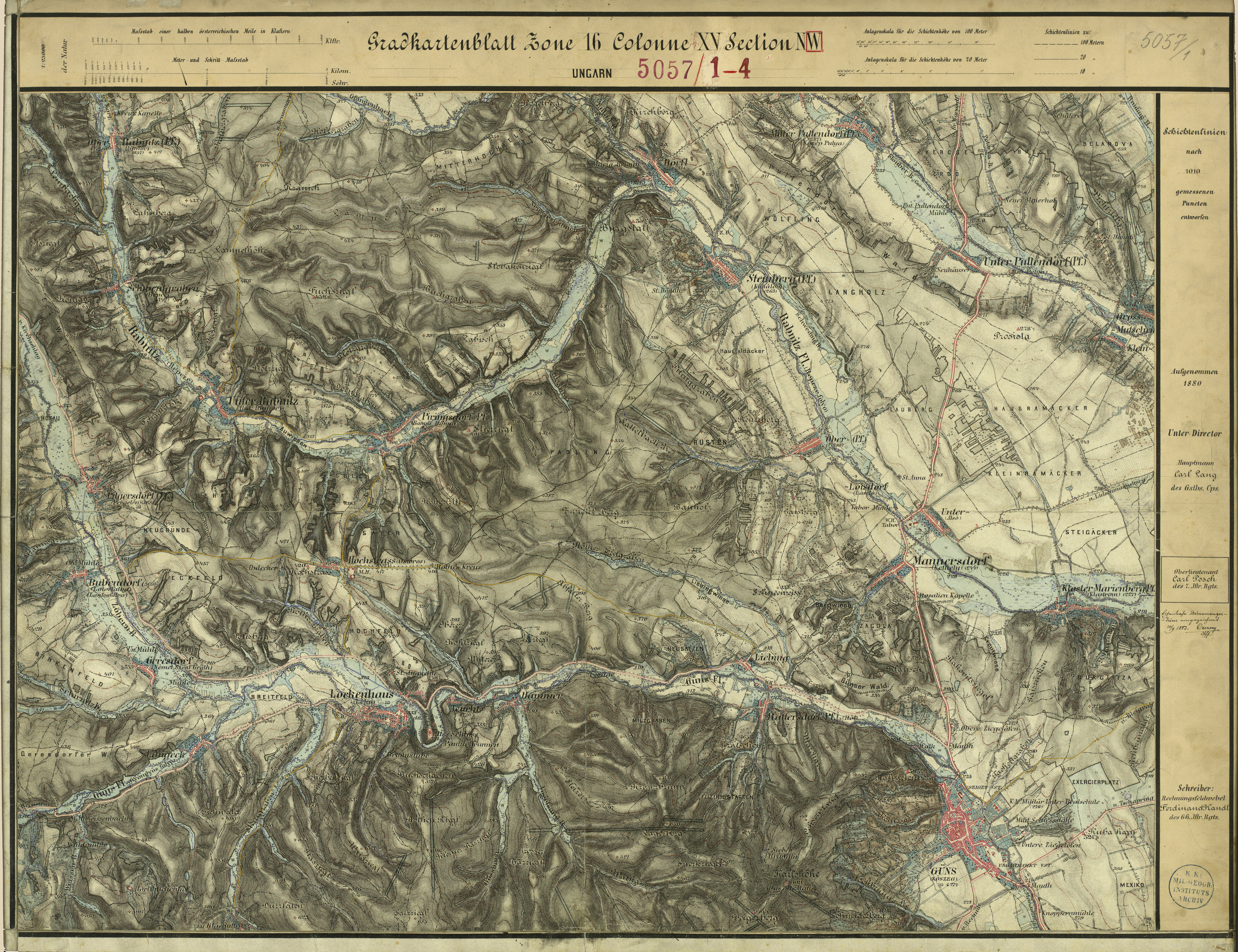
Unter-Pullendorf (rechts oben) um 1880 (Aufnahmeblatt der Landesaufnahme)

Vor Christi Geburt war das Gebiet Teil des keltischen Königreiches Noricum und gehörte zur Umgebung der keltischen Höhensiedlung Burg auf dem Schwarzenbacher Burgberg. Später unter den Römern lagen die heutigen Orte Frankenau und Unterpullendorf dann in der Provinz Pannonia.
Das Landesmuseum Burgenland hat in den Jahren 2000 und 2001 gemeinsam mit dem Vienna Institute for Archaeological Science (VIAS) in der Ried „Zerrwald“ von Unterpullendorf Grabungen vorgenommen und dort ein Bergbaugebiet der Latènezeit erforscht. In zwei kleineren Pingen (Bodenvertiefungen durch Bergbautätigkeiten) wurde der dort aufgefundene Abraum zwecks Datierung untersucht, eine große Pinge wurde bis in eine Tiefe von 6,5 m ergraben, um die Schachtsohle und damit den Abbauort zu erreichen.
Die ehemals selbstständigen Orte gehörten wie das gesamte Burgenland bis 1920/21 zu Ungarn (Deutsch-Westungarn). Seit 1898 mussten aufgrund der Magyarisierungspolitik der Regierung in Budapest die ungarischen Ortsnamen Frankó bzw. Alsópulya verwendet werden.
Nach Ende des Ersten Weltkriegs wurde nach zähen Verhandlungen Deutsch-Westungarn in den Verträgen von St. Germain und Trianon 1919 Österreich zugesprochen. Die Orte gehören seit 1921 zum neu gegründeten Bundesland Burgenland (siehe auch Geschichte des Burgenlandes).

## Kultur und Sehenswürdigkeiten

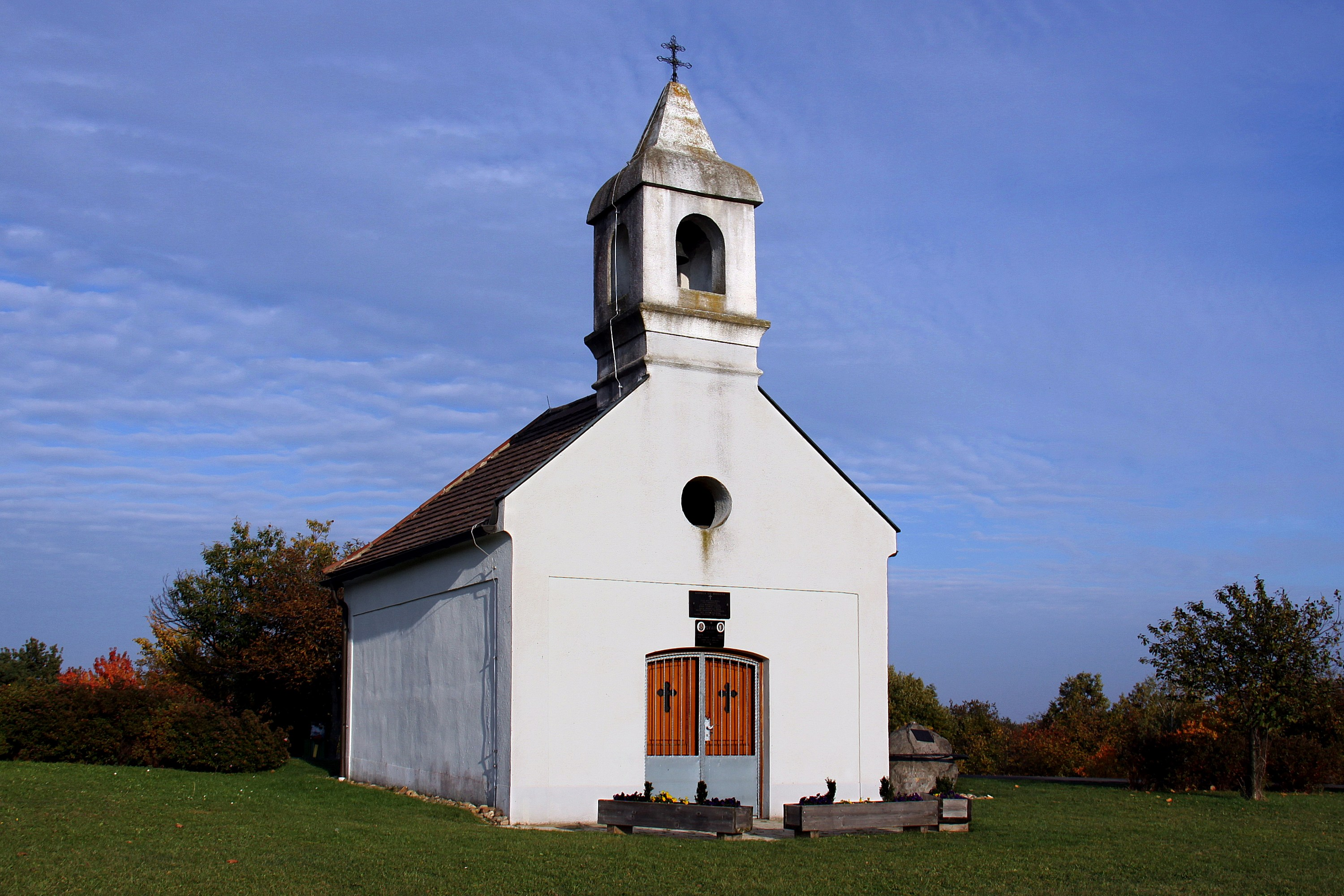
Donatuskapelle in den Unterpullendorfer Weinbergen

- Katholische Pfarrkirche Frankenau Allerheiligen
- Katholische Pfarrkirche Unterpullendorf
- Filialkirche Großmutschen
- Filialkirche St. Nikolaus, Kleinmutschen

## Wirtschaft und Infrastruktur

### Wirtschaftssektoren
Von 1999 bis 2010 halbierte sich die Anzahl der landwirtschaftlichen Betriebe. Während sich die Anzahl der Haupterwerbsbetriebe von 14 auf 16 leicht erhöhte, ging die Anzahl der Nebenerwerbsbetriebe um zwei Drittel zurück.
| Wirtschaftssektor            | Anzahl Betriebe | Anzahl Betriebe | Erwerbstätige 2) | Erwerbstätige 2) |
| Wirtschaftssektor            | 2011            | 2001            | 2011             | 2001             |
| ---------------------------- | --------------- | --------------- | ---------------- | ---------------- |
| Land- und Forstwirtschaft 1) | 39              | 80              | 22               | 20               |
| Produktion                   | 11              | 6               | 22               | 25               |
| Dienstleistung               | 45              | 36              | 93               | 81               |

1) Betriebe mit Fläche in den Jahren 2010 und 1999, 2) Erwerbstätige am Arbeitsort

### Berufspendler
Von den 512 Erwerbstätigen, die im Jahr 2011 in Frankenau-Unterpullendorf wohnten, arbeiteten 78 in der eigenen Gemeinde, 434 pendelten aus. Von anderen Gemeinden pendelten 59 Arbeitnehmer ein.

### Bildung
In der Gemeinde befinden sich ein Kindergarten und eine Volksschule.

## Politik

### Gemeinderat

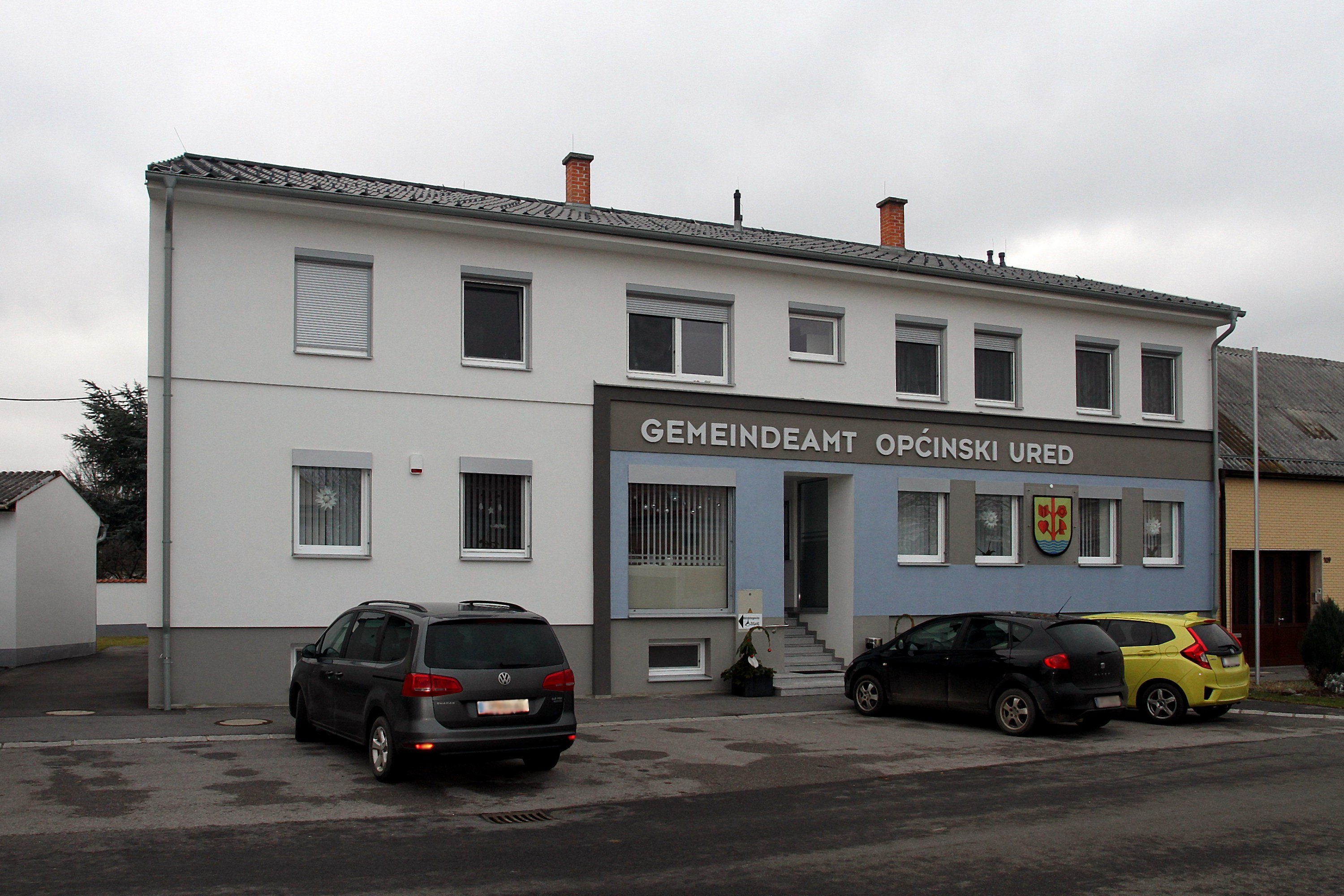
Gemeindeamt Frankenau-Unterpullendorf

Der Gemeinderat umfasst aufgrund der Anzahl der Wahlberechtigten insgesamt 19 Mitglieder.
| Partei          | 2022             | 2022             | 2022             | 2017             | 2017             | 2017             | 2012             | 2012             | 2012             | 2007             | 2007             | 2007             | 2002             | 2002             | 2002             | 1997             | 1997             | 1997             |
| Partei          | Sti.             | %                | M.               | Sti.             | %                | M.               | Sti.             | %                | M.               | Sti.             | %                | M.               | Sti.             | %                | M.               | Sti.             | %                | M.               |
| --------------- | ---------------- | ---------------- | ---------------- | ---------------- | ---------------- | ---------------- | ---------------- | ---------------- | ---------------- | ---------------- | ---------------- | ---------------- | ---------------- | ---------------- | ---------------- | ---------------- | ---------------- | ---------------- |
| ÖVP             | 381              | 40,88            | 8                | 568              | 61,41            | 12               | 534              | 53,83            | 10               | 460              | 49,09            | 10               | 497              | 54,14            | 11               | 584              | 65,47            | 13               |
| SPÖ             | 322              | 34,55            | 7                | 295              | 31,89            | 6                | 394              | 39,72            | 8                | 408              | 43,54            | 8                | 266              | 28,98            | 6                | 238              | 26,68            | 5                |
| MiT             | 133              | 14,27            | 2                | nicht kandidiert | nicht kandidiert | nicht kandidiert | nicht kandidiert | nicht kandidiert | nicht kandidiert | nicht kandidiert | nicht kandidiert | nicht kandidiert | nicht kandidiert | nicht kandidiert | nicht kandidiert | nicht kandidiert | nicht kandidiert | nicht kandidiert |
| FBL             | 96               | 10,30            | 2                | nicht kandidiert | nicht kandidiert | nicht kandidiert | nicht kandidiert | nicht kandidiert | nicht kandidiert | nicht kandidiert | nicht kandidiert | nicht kandidiert | nicht kandidiert | nicht kandidiert | nicht kandidiert | nicht kandidiert | nicht kandidiert | nicht kandidiert |
| Grüne           | nicht kandidiert | nicht kandidiert | nicht kandidiert | 62               | 6,70             | 1                | 64               | 6,45             | 1                | 69               | 7,36             | 1                | 111              | 12,09            | 2                | nicht kandidiert | nicht kandidiert | nicht kandidiert |
| FPÖ             | nicht kandidiert | nicht kandidiert | nicht kandidiert | nicht kandidiert | nicht kandidiert | nicht kandidiert | nicht kandidiert | nicht kandidiert | nicht kandidiert | nicht kandidiert | nicht kandidiert | nicht kandidiert | 44               | 4,79             | 0                | 70               | 7,85             | 1                |
| Wahlberechtigte | 1158             | 1158             | 1158             | 1167             | 1167             | 1167             | 1184             | 1184             | 1184             | 1146             | 1146             | 1146             | 1128             | 1128             | 1128             | 1118             | 1118             | 1118             |
| Wahlbeteiligung | 84,54 %          | 84,54 %          | 84,54 %          | 85,95 %          | 85,95 %          | 85,95 %          | 88,94 %          | 88,94 %          | 88,94 %          | 87,17 %          | 87,17 %          | 87,17 %          | 87,50 %          | 87,50 %          | 87,50 %          | 90,25 %          | 90,25 %          | 90,25 %          |

### Bürgermeister
- 2007–2017 Anton Blazovich (ÖVP)
- 2017–2022 Angelika Mileder (ÖVP)
- seit 2022 Paul Fercsak (SPÖ)[16]

### Wappen
|  | Am 4. Oktober 2010 wurde der Gemeinde das Wappen verliehen. Blasonierung: „In Gold über blauem, mit vier goldenen Wellenfäden belegtem Wellenschildfuß wachsend ein durchgehender roter Baum mit vier blattlosen Ästen, deren Enden vorne mit einem rückgewandten offenen Buch und einem Herz, hinten mit einer fünfblättrigen Rose und einer Pflugschar besteckt sind.“ Gemäß § 4 Abs. 4 Bgld. GemO 2003 werden die vom Gemeinderat der Gemeinde Frankenau-Unterpullendorf festgesetzten Gemeindefarben „Rot-Gold“ genehmigt. |

## Persönlichkeiten

### Söhne und Töchter der Gemeinde
- Johann Gregorich (1920–1965), Politiker (ÖVP) und Landwirt
- Anton Leopold (1928–2021), Burgenländisch-kroatischer Schriftsteller[18], zahlreiche Veröffentlichungen in Anthologien und Schulbüchern. Mitglied des Österreichischen P.E.N-Clubs und der Gesellschaft kroatischer Schriftsteller (Društvo hrvatskih književnika – Zagreb). Auszeichnungen: Theodor Kery Preis (1982) und Lorenz Karall Stiftung (1992).[19]

### Mit der Gemeinde verbundene Persönlichkeiten
- Fred Hergovich (* 1960), Autor und Journalist
- Elfriede Krismanich (* 1940), Politikerin und AHS-Lehrerin, 1987 Vizebürgermeisterin von Frankenau-Unterpullendorf